# Eve Pamba
Pour les articles homonymes, voir Pamba (homonymie).
Eve Pamba, née le 5 avril 1985, est une personnalité de la mode féminine en France.

## Biographie

### Styliste et influenceuse
Eve Pamba est une influenceuse, youtubeuse, qui figure parmi les instagrammeuses les plus influentes de France.
Elle est une styliste de la mode française qui collabore avec plusieurs créateurs du domaine de la mode et du maquillage. Par exemple, depuis 2019, elle devient co-créatrice pour la marque Charlott. Sa première création dans le cadre de cette collaboration est un body en microfibre et tulle stretch,,,.
Elle œuvre aussi dans le milieu caritatif. En effet, elle est ambassadrice du téléthon depuis 2017. Ainsi, elle a créé le programme Eve le téléthon et vous. Il s'agit d'un « programme qui a pour vocation de gommer les stigmates de la différence au travers des activités de mode auprès des jeunes malades »,.

### Prix
En 2018, elle est récipiendaire du prix de l'engagement solidaire du téléthon ainsi que le prix « African fashion promoter » aux Archievers awards.